# Día nacional del Chahid (Argelia)
El día nacional del Chahid, es una conmemoración anual en homenaje a los miles de argelinos que sacrificaron su vida en el campo de batalla en la guerra de Independencia de Argelia.  El día en que se celebra es el 18 de febrero de cada año.
Esta celebración se establece como fiesta nacional en 1990, cuando Chadli Bendjedid instauró una política aperturista en la que introdujo reformas como respuesta a las manifestaciones producidas en 1988, conocida como los "Acontecimientos de octubre de 1988". Esto sirvió para reforzar la memoria nacional y consolidar la identidad argelina.
Los actos conmemorativos que se realizan congrega tanto a civiles como al gobierno, las autoridades y a colectivos varios, para reivindicar y recordar la valentía de los Chahid (Algérie). Destacando la visita al Monumento de los Mártires en el que se conmemora la guerra de Argelia.

## Concepto de Chahid
Un shahid (del árabe : شَهيد [šahīd], martir) es la denominación oficial que recibe toda persona (argelina como extranjera) miembro del FLN o del Ejército de Liberación Nacional (Argelia). Este concepto debe de diferenciarse del de muyahidín (en árabe: ﻣﺠﺎﻫﺪ‎ muŷāhid, pl. ﻣﺠﺎﻫﺪﻳﻦ (muŷāhidīn)) que son los supervivientes y reciben la traducción de "combatientes". Aunque al igual que los chahid conforman una individualidad heroica como figura simbólica y política de la época postcolonial. La vida del "chahid" (martir) se da por la causa, en este caso por la independencia, y constituye una forma de ejercer la  shahada, que es la profesión de fe individual en el islam. Las diferencias conceptuales entre los dos términos al rango que reciben y es que los "muyahidines" son simbólicamente inferiores que los mártires, por el hecho de que sobrevivieron. Esto se mantiene en la actualidad, la figura del "chahid" conserva la imagen de pureza que se le ha atribuido mientras que la de "muyahidín" está en un proceso de desvalorización. Desde las instituciones argelinas se sigue reivindicando de los "chouhadas" (mártires). Esta figura sigue presente en las generaciones más jóvenes que reivindican estos símbolos nacionales en las movilizaciones sociales.

## Antecedentes históricos

### Manifiesto del Pueblo Argelino

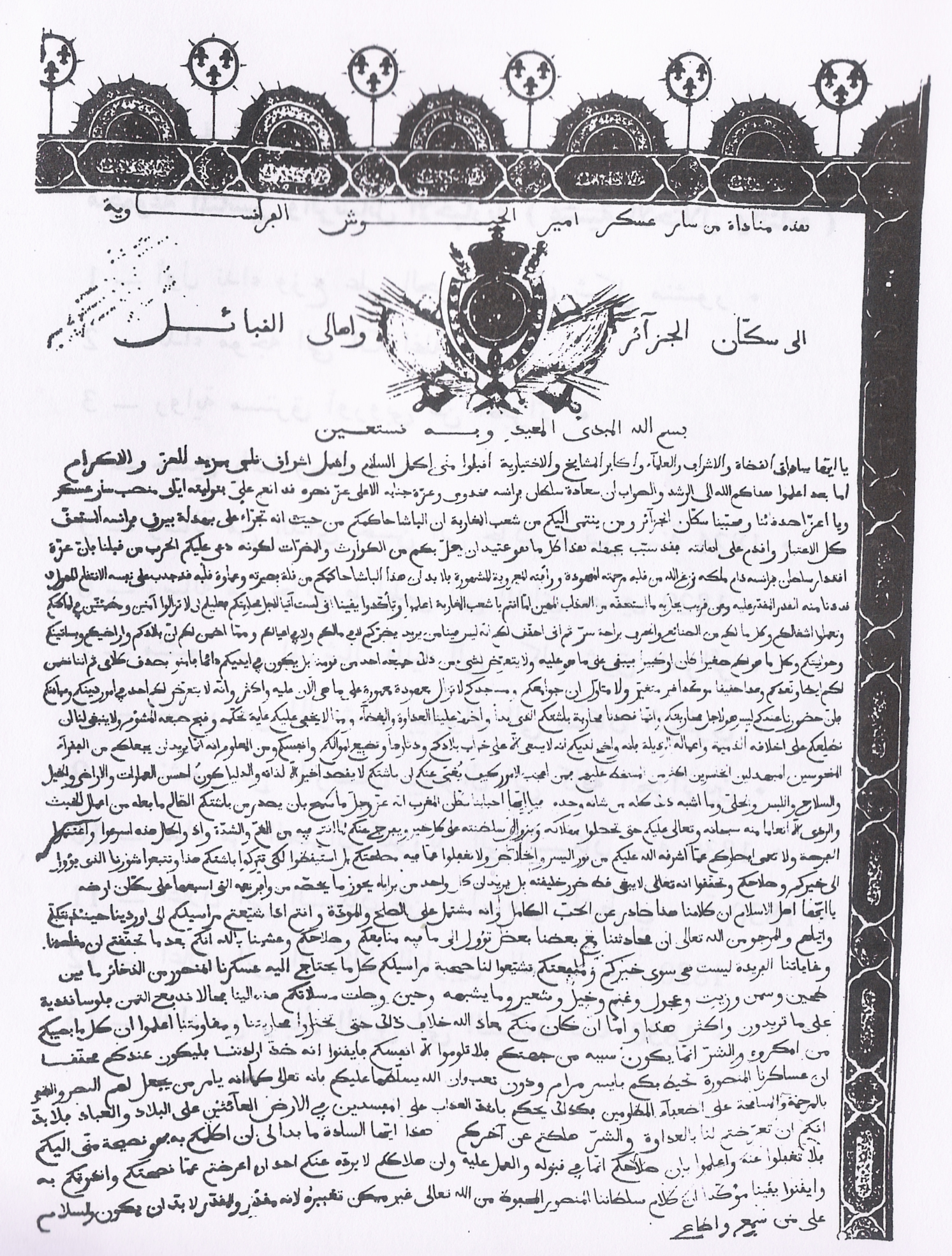
Manifesto del pueblo argelino

La contradicción que expuso el por entonces presidente de Estados Unidos, Franklin Delano Roosevelt, al definir la guerra que acontecía como un ejemplo de liberalización de los pueblos, conllevó a la movilización popular a que se realizara un estatuto que garantizase al pueblo argelino la liberación política de Francia.  
Ferhat Abbas lideró esta propuesta creando una iniciativa conocida como “Mensaje de los representantes de los musulmanes argelinos a las autoridades responsables”. Las firmas que se recaudaron provenían de 24 electos y notables para la celebración de una conferencia que convocase a personas cualificadas para elaborar el estatuto. Este documento debía contener aspectos políticos, económicos y sociales basados en la justicia social.
Este “mensaje” adoptaría con posterioridad una edición definitiva conocida como Argelia ante el conflicto colonial. Manifiesto del Pueblo Argelino y sería trasladado a las autoridades francesas el 31 de marzo de 1943, por Ferhat Abbas, el Dr. Tamzali, Abdelkader Sayah y Mohiddin Zerruk. El documento es extenso y aborda diversos aspectos como son la cuestión racial y religiosa, aunque una parte esencial del mismo es la autodeterminación para todos los países y se reivindica el reconocimiento derechos esenciales como la cuestión de la cooficialidad del árabe, el reconocimiento de libertades y la participación en el gobierno.  Aunque la respuesta por parte de las autoridades francesas resultó insuficiente, con el nombramiento de Charles de Gaulle al frente del Comité Francés de Liberación Nacional, para los anhelos de los argelinos. Así que el 14 de marzo de 1944, “Ferhat Abbas” creó la Asociación de Amigos del Manifiesto con el fin de materializar sus reivindicaciones y en febrero de 1945, consiguió fundar el Comité Provisional de la Argelia musulmana.

### El MTLD y la Organización Especial
La frustración en la población argelina se densificaba tras la Segunda Guerra Mundial y los sucesivos fracasos en los objetivos de autodeterminación, además de la violencia sufrida en las Masacres de Sétif y Guelma. Esto dio lugar a que empezara a fraguarse un plan de insurrección que fuera efectivo.
Para ello, las fechas del 15 y el 16 de febrero de 1947, fueron determinantes para este plan. Ya que en ellas se produjo el primer congreso clandestino del  MTLD y del que surgió la idea de crear la “Organización Especial”. Este organismo es clave porque la fecha de su creación fue la escogida para conmemorar esta festividad.
La naturaleza de esta institución es de un organismo paramilitar que sirviera de refuerzo para la repartición de las tareas para preservar, de manera clandestina, el  PPA  y respaldar al Movimiento por el Triunfo de las Libertades Democráticas. La idea fue de Mohamed Belouizdad ya que concretizó este proyecto de llevar a cabo una organización paramilitar en la que debía llevarse a cabo un plan de preparación militar estricta, basada en las tácticas de guerrilla. Además esta formación contaba con la instrucción política y el conocimiento de movimientos revolucionarios. Esta idea estuvo secundada por Husein Aït Ahmed, Mohamed Lamine Debaghine y Messaoud Boukadoum.
Tras las elecciones de abril de 1948, se definición la lucha de liberación como una verdadera guerra revolucionaria necesaria tras demostrarse los límites de hacerlo vía legal. Lo que dio lugar a que la OS tuviera un papel más activo en la lucha por la independencia. Aunque su participación fue relevante, muchos de los miembros de esta organización acabaron detenidos y torturados por la policía, como fue el caso de Ahmed Ben Bella, y más tarde, fueron procesados y condenados a importantes privaciones de derechos.
El partido se disolvió en febrero de 1951 y en junio de 1954, solo 22 miembros pasan a la lucha armada animados por la derrota francesa en la Batalla de Dien Bien Phu y el éxito de la resistencia marroquí y tunecina. Ellos fueron los padres del Frente de Liberación Nacional y del Ejército de Liberación Nacional.

### La cuestión argelina en las Naciones Unidas

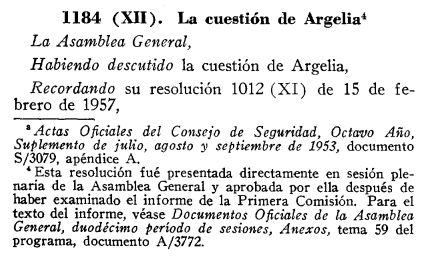
Mención de la cuestión de Argelia en Naciones Unidas

La elección de esta fecha para la celebración de esta fiesta conmemorativa, también se debe a la coincidencia que se planteó en febrero de 1957, la cuestión argelina delante de la Asamblea General de Naciones Unidas. En concreto durante la 726a. sesión plenaria, del 10 de diciembre de 1957 se hizo referencia a esta fecha. También en el documento relativo a las resoluciones aprobadas sobre la base de los informes de la Primera Comisión, se muestra de manera expresa la posición de la Comisión de Naciones Unidas para el alcance de una solución. Esto supuso que este conflicto se convirtiera en un asunto de interés para el derecho internacional.

### Instauración de la festividad
La instauración de esta festividad se produjo en el año 1990, durante el mandato de Chadli Bendjedid y celebrándose por primera vez en el año 1991. Esto se produce tras atravesar en el país un momento insurrección popular durante los acontecimiento de octubre de 1988 y por los que, el por entonces presidente Bendjedid, trató de apaciguar y optar por una política aperturista, aunque reforzando la cuestión identitaria argelina. Por ello, en la Constitución de 1996, dentro del título II relativo a la “organización de poderes”, en el artículo 73 hace una referencia clara que su labor al cargo de la presidencia, jurado ante Dios, debe ser fiel al sacrificio y a la memoria de los chahouda (mártires) que se sacrificaron en la guerra de la Independencia.  De manera que su cargo debe regirse por la preservación de la integridad territorial, la unidad del pueblo y la nación y de proteger las libertades y derechos fundamentales. 

## Algunos mártires de la Revolución

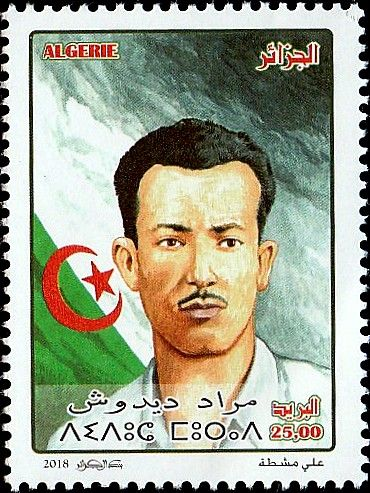
Imagen de archivo de colección postal de Algerie Poste

- Ali La Pointe (1930-1957): luchador revolucionario y líder guerrillero del Frente de Liberación Nacional que luchó por la independencia de Argelia contra la ocupación francesa, durante la batalla de Argel.
- Chahid Zighout Youcef (1921-1956)
- Chahid Mohamed Larbi Ben M'hidi (1923-1957)
- Coronel Amirouche (1926-1959): Coronel del Ejército Ejército de Liberación Nacional (ALN) y jefe de Wilaya III durante la guerra de Independencia de Argelia.
- Didouche Mourad (1927-1955): Militante nacionalista argelino y uno de los seis fundadores del Frente de Liberación Nacional en 1954 y combatiente de la guerra de la independencia de Argelia.
- Fadila Saâdane (1938-1960): fue una militante nacionalista argelina. Ella fue una activista urbana durante la guerra de Argelia. Ella fue la hermana de la cadeta Meriem Saâdane.
- Malika Gaïd (1933 - 1957): fue una enfermera argelina que formaba parte del  Ejército de Liberación Nacional y que murió en 1958, al tratar de defender a los heridos de la guerra.[7]
- Mériem Bouatoura, apodada Yasmina, (1938-1960): formó parte del primer grupo femenino en el frente y se encargaba junto con otras compañeras reconocidas de curar y atender a los heridos.
- Mostefa Ben-Boulaïd (1917-1956)
- Nawi Mehdi Jamila (1937-1960): fue una activista y yihadista argelina de la región de Hodna- Msila. Participó en la guerra de liberación de Argelia  .[8]
- Ziza Massika, su verdadero nombre fue Sakina Ziza (1934-1959): fue una enfermera que se unió a las filas de muyahidines en 1956 y formó parte del partido del Frente de Liberación Nacional

## Monumento memorial del Chahid

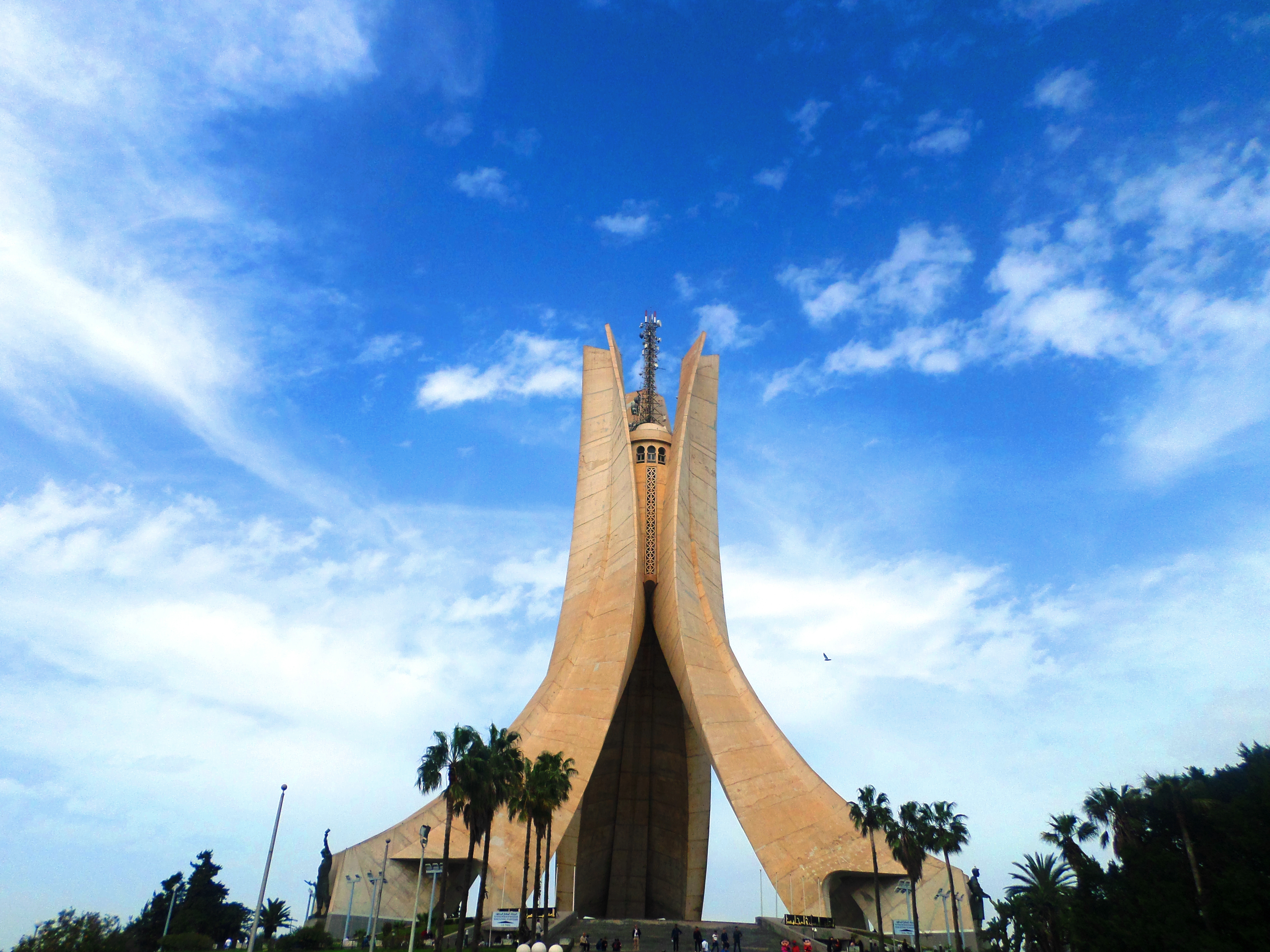
Vista del santuario de los mártires

En honor a los shahid, por combatir en la guerra de la Independencia de Argelia y morir por la liberación del país. En 1982, con motivo al 20º aniversario de la Independencia (5 de julio de 1962) se llevó a cabo este proyecto monumental reconocido como Maqam e' chahid "santuario de los mártires" y que fue obra de Bachir Yellès, un reconocido pintor argelino. La ubicación tiene un gran valor simbólico, ya que se sitúa en un antiguo fuerte militar en las alturas de Argel, concretamente en el municipio de Al Madania.